# Wigan Borough F.C.
Wigan Borough F.C. – angielski klub piłkarski, mający siedzibę w mieście Wigan w północno-zachodniej części kraju.

## Historia
Chronologia nazw:
- 11.12.1920: Wigan Borough F.C. - po fuzji Wigan United i Wigan Association
- 1931: klub rozformowano

Piłkarski klub Wigan Town A.F.C. został założony w Wigan 11 grudnia 1920 roku w wyniku fuzji klubów Wigan United (założonego w listopadzie 1919) i Wigan Association (założonego 6 listopada 1920). Klub złożył wniosek o wejście do Football League Third Division North w sezonie 1921/22, pomimo że uplasował się na 17 pozycji z 18 klubów w końcowej klasyfikacji ligi Lancashire Combination.
Pierwszy mecz (towarzyski) jako klub ligowy rozegrał z Arsenalem, w którym zwyciężył 2:1. W pierwszym meczu ligowym przegrał 0:1, a następnie wygrał 2:1 z Nelson, ale sezonie debiutowy zakończył na 17 pozycji z 20. Najbardziej udany sezon był 1928/29, kiedy zajął czwarte miejsce w Third Division, jednak w tym czasie awansowali tylko regionalni mistrzowie. Również w tym sezonie dotarł do trzeciej rundy Pucharu Anglii. Przez dziesięć lat występował w Third Division, zanim zrezygnowali z ligi w sezonie 1931/32. W 1931 roku klub odczuł skutki Wielkiego Kryzysu i nie mógł już płacić więcej płac, co spowodowało, że został rozwiązany.

## Sukcesy

### Trofea międzynarodowe
Nie uczestniczył w rozgrywkach europejskich (stan na 31-05-2016).

### Trofea krajowe
| \| \| Zdobyte trofea w rozgrywkach Anglii (stan na: 31-03-2017) \| |                                                           |      |          |
| Rozgrywki                                                          | Osiągnięcie                                               | Razy | Sezon(y) |
| · Mistrzostwo                                                      | I miejsce                                                 | 0    |          |
| · Mistrzostwo                                                      | II miejsce                                                | 0    |          |
| · Mistrzostwo                                                      | III miejsce                                               | 0    |          |
| · Puchar                                                           | zdobywca                                                  | 0    |          |
| · Puchar                                                           | finalista                                                 | 0    |          |
| · Puchar                                                           | 3 Round                                                   | 1    | 1928/29  |
| · II liga                                                          | I miejsce                                                 | 0    |          |
| · II liga                                                          | II miejsce                                                | 0    |          |
| · II liga                                                          | III miejsce                                               | 0    |          |
| Anglia                                                             | Zdobyte trofea w rozgrywkach Anglii (stan na: 31-03-2017) |      |          |

- Football League Third Division North:
  - 4.miejsce: 1928/29

## Stadion
Klub rozgrywał swoje mecze domowe na stadionie Springfield Park w Wigan, który może pomieścić 30 000 widzów.